# Neuenkirchen (Melle)
Neuenkirchen ist ein Stadtteil von Melle im Landkreis Osnabrück in Niedersachsen. Der Stadtteil ist in acht Ortsteile gegliedert, darunter auch das Kirchdorf Neuenkirchen.

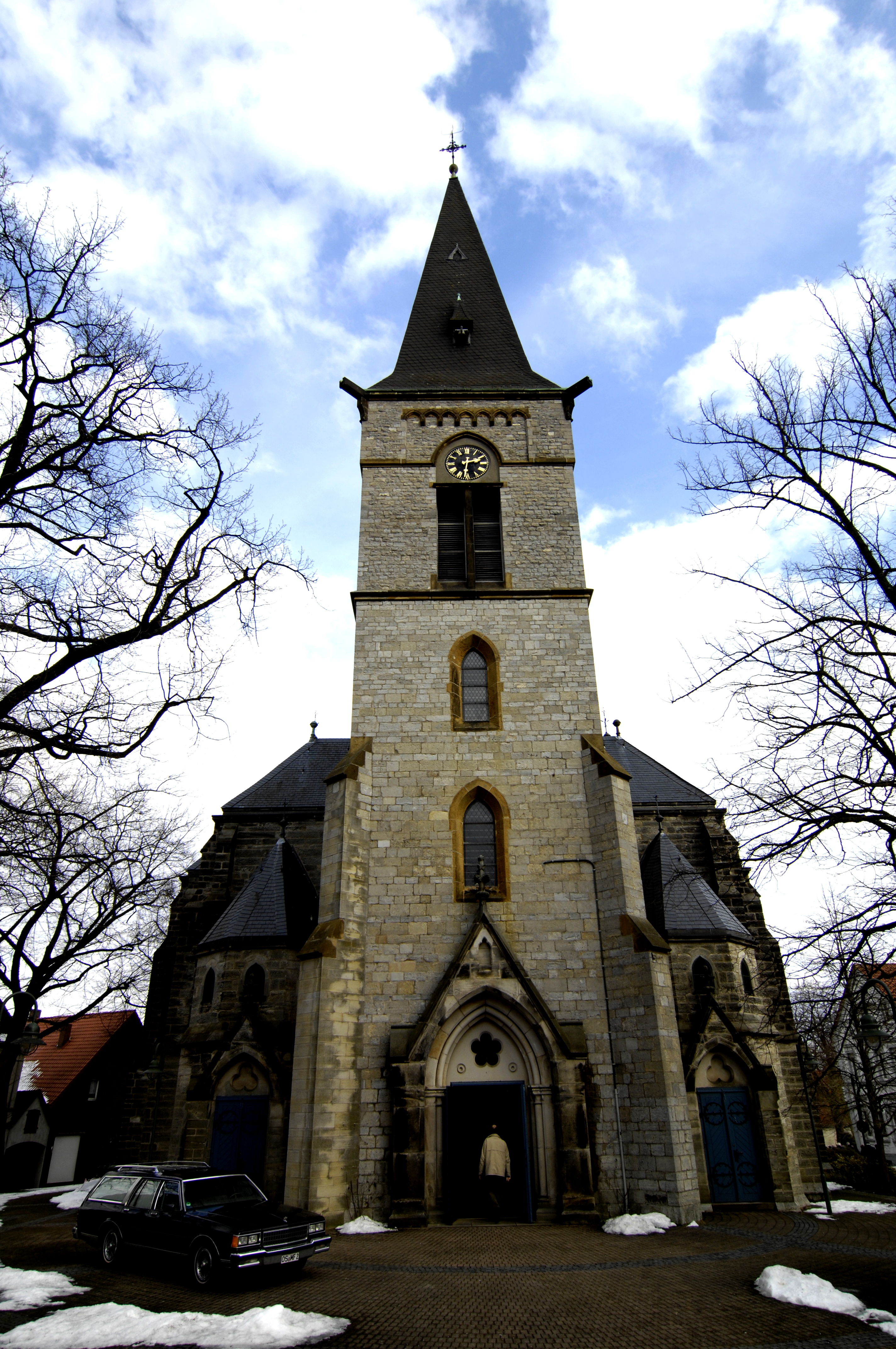
Die Christophoruskirche überragt den auf einer Anhöhe liegenden Ort.

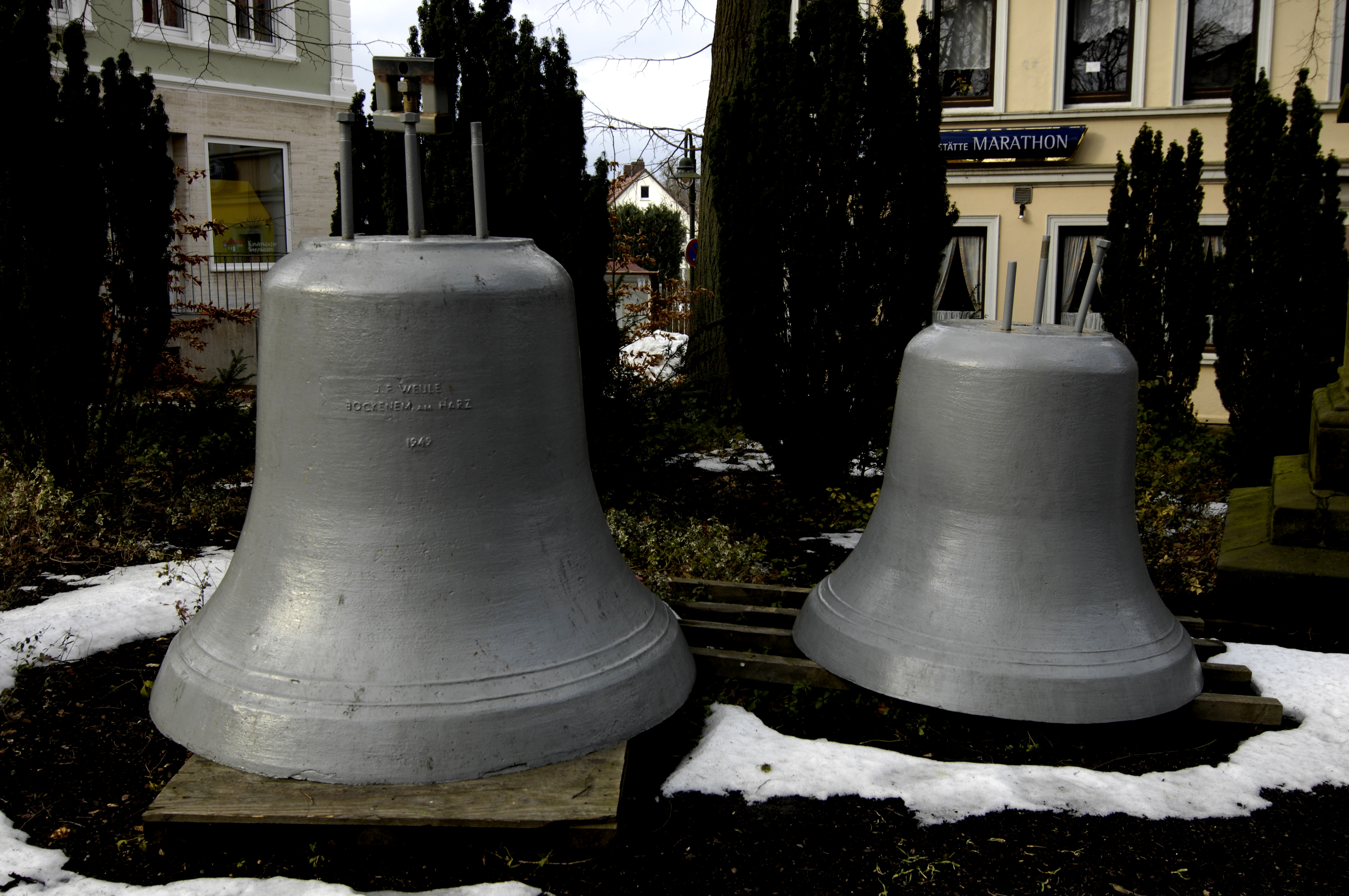
Vor dem Kirchturm werden zwei ausgediente Glocken ausgestellt.

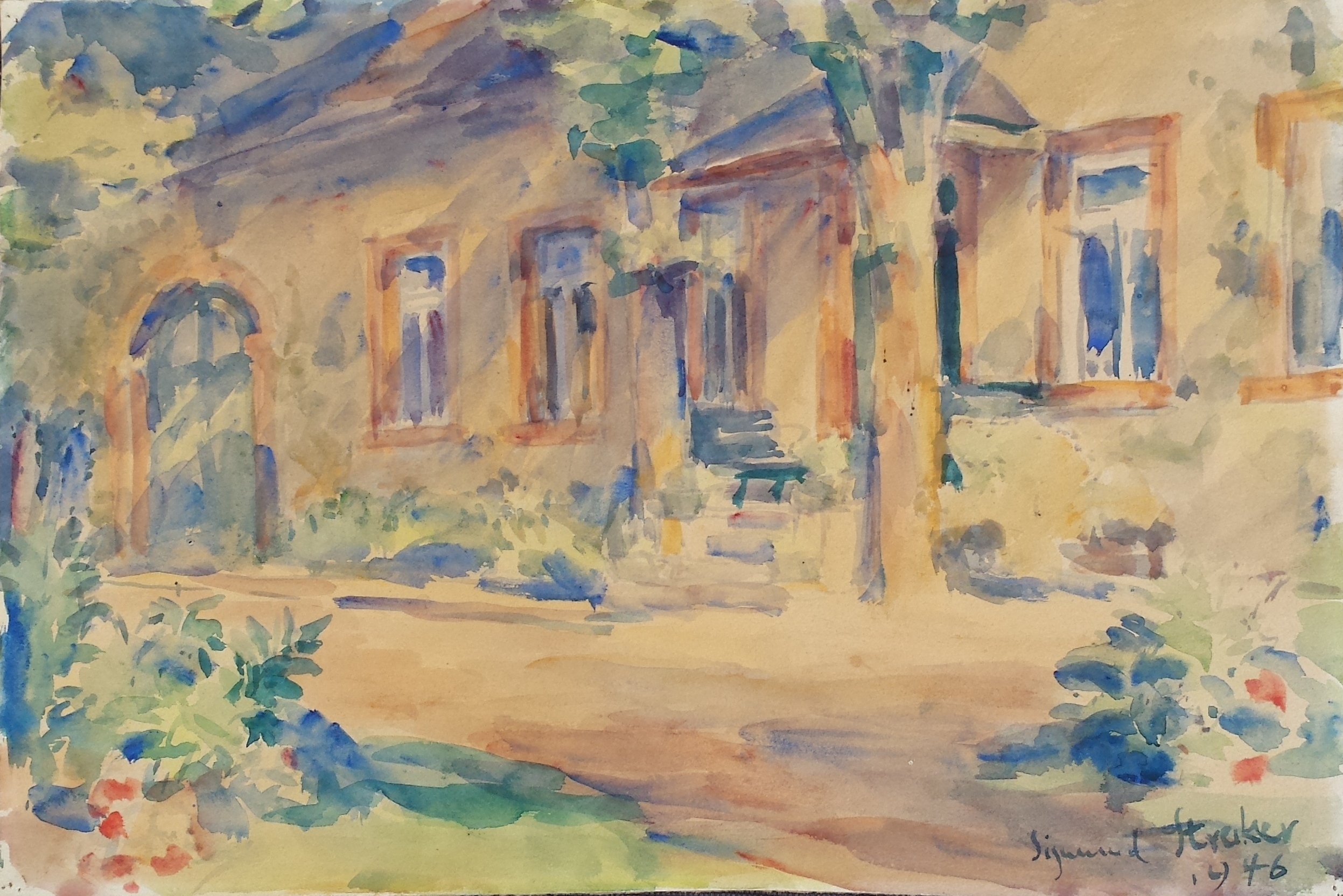
Das Pfarrhaus 1946
Aquarell von Sigmund Strecker

## Lage
Das Kirchdorf Neuenkirchen liegt neun Kilometer südöstlich vom Stadtkern von Melle, an der Landesgrenze zu Nordrhein-Westfalen mit der Warmenau als Grenzfluss.
| Insingdorf | Ostenfelde                                  | Schiplage      |
| Redecke    | Kompassrose, die auf Nachbargemeinden zeigt | Wallenbrück    |
| Holterdorf | Suttorf                                     | Bardüttingdorf |

## Gebietsgliederung
Der Stadtteil Neuenkirchen gliedert sich in acht Ortsteile, die den bis 1972 bestehenden Mitgliedsgemeinden der ehemaligen Samtgemeinde Neuenkirchen entsprechen:
- Holterdorf
- Insingdorf
- Küingdorf
- Neuenkirchen
- Ostenfelde
- Redecke
- Schiplage-St. Annen
- Suttorf

## Verkehr
Die Landesstraßen 95 und 701 durchschneiden den Ort. Neuenkirchen ist durch den Stadtbus Melle mit dem Stadtzentrum von Melle verbunden. Eine regionale Busverbindung besteht nach Bielefeld (Linie 59) und Werther (Westf.) (Linie 60).

## Politik
Der Ortsrat des Stadtteils Neuenkirchen hat 15 Sitze. Diese sind seit der Kommunalwahl 2021 wie folgt verteilt: SPD 3, Bündnis 90/Die Grünen 5 CDU 5, FDP 1, Einzelwahlvorschlag 1. Ortsbürgermeister ist Alfred Reehuis (Bündnis 90/DIE GRÜNEN).

## Geschichte
Der Ortsname (niederdeutsch: Nyenkerken) wurde erstmals im Jahr 1160 urkundlich erwähnt. Von der Ortschaft Suttorf (niederdeutsch: Suithorpe) wird schon um das Jahr 1000 urkundlich bezeugt, dass Abgaben an das Kloster Corvey zu leisten waren. Eine Tochterkirche des im Jahr 803 gegründeten Bistums Osnabrück soll in Ostenfelde gestanden haben. Anfang des 12. Jahrhunderts errichtete man etwa drei Kilometer östlich eine Kirche. Im 16. Jahrhundert wurde eine Kapelle in Schiplage (seit 1972 Schiplage-St. Annen) errichtet.
Das Osnabrücker Land stand lange im Wechsel der Konfessionen. Während der sogenannten „Revisionsverhandlungen“ am 9. Juli 1657 wurde als Folge der Reformation die St. Annener Kirche der römisch-katholischen und die Neuenkirchener Kirche der evangelisch-lutherischen Konfession zugeordnet.
Neuenkirchen war bis zu den Napoleonischen Kriegen Sitz einer Vogtei im Amt Grönenberg des Hochstifts Osnabrück. Von 1807 bis 1810 war Neuenkirchen Sitz des Kantons Neuenkirchen im napoleonischen Satellitenstaat Königreich Westphalen. Von 1811 bis 1813 gehörte der Ort unmittelbar zu Frankreich und war Sitz der Mairie (Bürgermeisterei) Neuenkirchen im Arrondissement Osnabrück des Departements der Oberen Ems. 1814 kam Neuenkirchen zum Königreich Hannover und gehörte dort wieder zum Amt Grönenberg. 1867 fiel Neuenkirchen mit dem gesamten Königreich Hannover an Preußen und seit 1885 gehörte die Gemeinde zum Landkreis Melle. Im Landkreis Melle war Neuenkirchen Sitz der Samtgemeinde Neuenkirchen, die den gleichen Umfang wie der heutige Stadtteil hatte.
Ein einschneidendes Ereignis war ein verheerender Brand im Kirchort, der am 18. Mai 1883 über 80 Gebäude des Dorfes, darunter die Kirche und die Schule, vernichtete.
Im Rahmen der Gebietsreform in Niedersachsen wurde die Samtgemeinde Neuenkirchen am 1. Juli 1972 aufgelöst. Ihre acht Mitgliedsgemeinden wurden in die Stadt Melle eingemeindet und bilden seitdem den Meller Stadtteil Neuenkirchen.

## Einwohnerentwicklung
Wohnbevölkerung der früheren Gemeinde bzw. des heutigen Ortsteils Neuenkirchen:
| Jahr               | Einwohner | Quelle |
| ------------------ | --------- | ------ |
| 1871               | 1221      | [ 6 ]  |
| 1910               | 1270      | [ 7 ]  |
| 17. Mai 1939       | 1166      | [ 8 ]  |
| 13. September 1950 | 2031      | [ 9 ]  |
| 6. Juni 1961       | 1887      | [ 9 ]  |
| 27. Mai 1970       | 2234      | [ 9 ]  |
| 25. September 2014 | 2666      | [ 10 ] |

Wohnbevölkerung der früheren Samtgemeinde bzw. des heutigen Stadtteils Neuenkirchen:
| Jahr               | Einwohner | Quelle |
| ------------------ | --------- | ------ |
| 1871               | 4117      | [ 6 ]  |
| 1910               | 3900      | [ 7 ]  |
| 17. Mai 1939       | 3473      | [ 8 ]  |
| 13. September 1950 | 5507      | [ 9 ]  |
| 6. Juni 1961       | 4453      | [ 9 ]  |
| 27. Mai 1970       | 4648      | [ 9 ]  |
| 25. September 2014 | 4779      | [ 10 ] |
| 31. Dezember 2023  | 4876      | [ 1 ]  |

## Einwohnerentwicklung der Ortsteile
Wohnbevölkerung und Fläche der einzelnen Ortsteile des Stadtteiles Neuenkirchen nach telefonischer Auskunft vom Bürgerbüro in Neuenkirchen (Außenstelle der Stadtverwaltung in Melle-Mitte) vom 29. September 2014.
| Ortsteil            | Fläche (in km²) Stand: 25. September 2014 | Einwohner Stand: 25. September 2014 |
| ------------------- | ----------------------------------------- | ----------------------------------- |
| Holterdorf          | 7,03                                      | 245                                 |
| Insingdorf          | 2,39                                      | 169                                 |
| Küingdorf           | 5,87                                      | 310                                 |
| Neuenkirchen        | 7,03                                      | 2666                                |
| Ostenfelde          | 2,71                                      | 154                                 |
| Redecke             | 2,57                                      | 89                                  |
| Schiplage-St. Annen | 3,23                                      | 849                                 |
| Suttorf             | 4,74                                      | 297                                 |
| Gesamt              | 33,94                                     | 4.779                               |

## Sehenswürdigkeiten

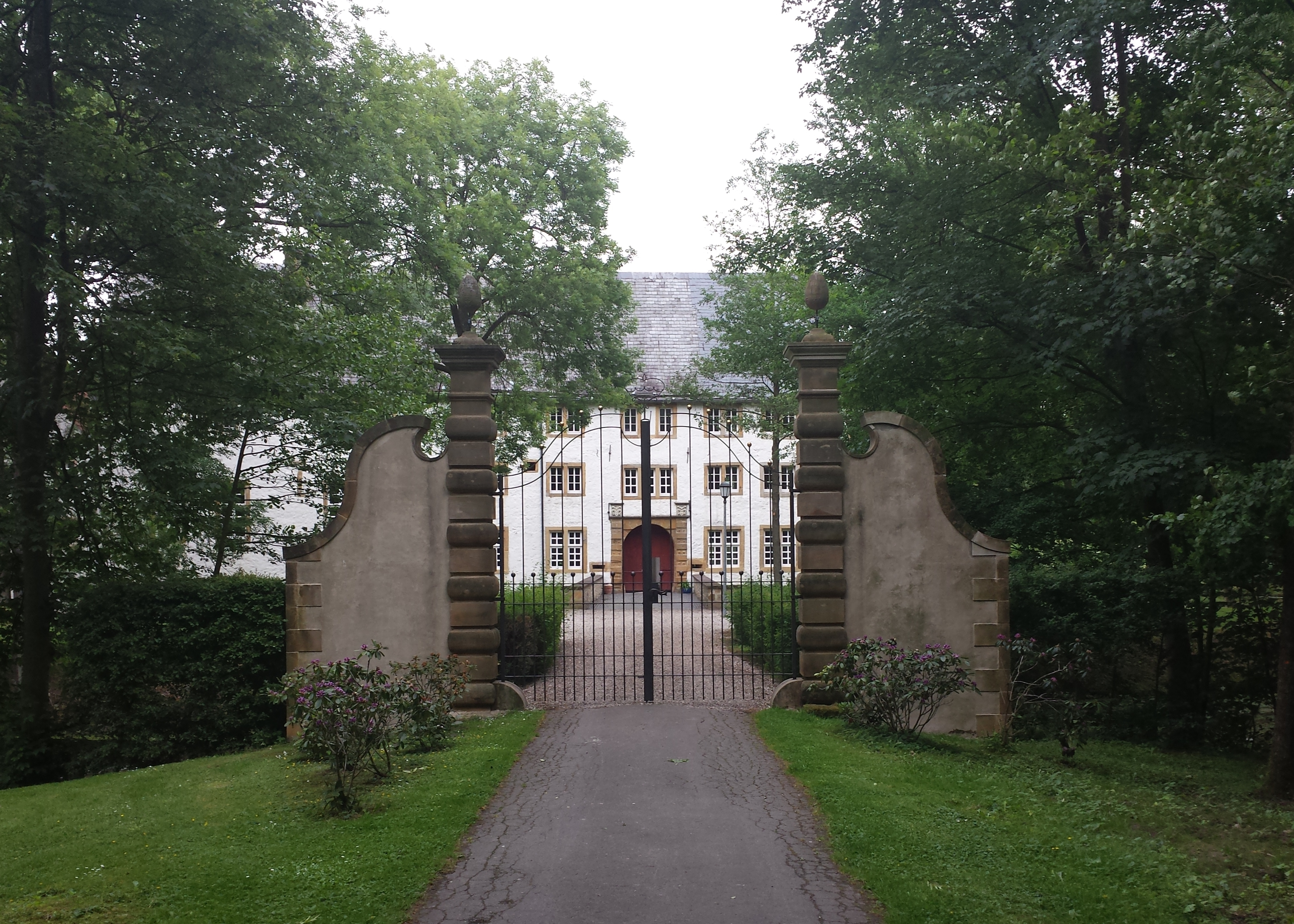
Schloss Königsbrück von Westen

- Christophoruskirche, errichtet im neogotischen Stil[11]
- St. Anna-Kirche in Schiplage mit in den 1980er Jahren freigelegten Fresken aus den Jahren 1505/06
- Schloss Königsbrück
- Heimathaus am Kirchring mit Wilhelm Fredemann-Stube
- Sigmund-Strecker-Museum

## Persönlichkeiten
- Johannes Heringsdorf (1606–1665), Theologe und Herausgeber von Kirchenliedsammlungen, Freund von Friedrich von Spee
- Eduard Niemann (1804–1884), deutscher lutherischer Theologe
- Johann Rudolf Pagenstecher (1808–1891), Bergwerksdirektor
- Ernst August Wiebold (1843–1942), Lehrer, Rektor, Kantor, Küster, Organist. Nach ihm ist die Kantor-Wiebold-(Grund-)Schule benannt.
- Georg Dreyer (1847–1903), Färber, Unternehmer der Hof-Schönfärberei A. & G. Dreyer und Bürgervorsteher
- Wilhelm Fredemann (1897–1984), Rektor, Schriftsteller und Historiker.[12] Nach ihm ist die Wilhelm Fredemann Realschule bzw. Oberschule Neuenkirchen benannt.
- Sigmund Strecker (1914–1969), Künstler, Maler
- Tom Winkler (1918–2009), Filmemacher, Filmexperte, Maler
- Erich Engelbrecht (1928–2011), Künstler
- Arthur Meyer zu Küingdorf (1930–2005), Landschaftsmaler
- Ulrich Heemann (* 1951), Maler, Künstler

## Öffentliche Einrichtungen
- 4 Kindergärten
- Kantor-Wiebold-Schule (Grundschule)
- Wilhelm Fredemann-Realschule mit integrierter Oberschule
- Dorfgemeinschaftshaus mit Bürgerbüro und Ortsbibliothek
- Altenzentrum Neuenkirchen
- Veranstaltungsraum "Alte Schule" in Schiplage-St. Annen
- Freibad Neuenkirchen
- Kath. öffentliche  Bücherei St. Annen in Schiplage-St. Annen
- Freiwillige Feuerwehr St. Annen in Schiplage-St. Annen
- Freiwillige Feuerwehr Neuenkirchen in Neuenkirchen

## Vereine
Insgesamt bestehen in Neuenkirchen rund 25 Vereine.
- Turnverein Neuenkirchen (TVN), 1909 gegründet (über 1300 Mitglieder)
- Posaunenchor Neuenkirchen, mit über 100 Aktiven einer der mitgliederstärksten Posaunenchöre in der evangelisch-lutherischen Landeskirche Hannover
- Heimatverein Neuenkirchen (150 Mitglieder)
- Jugend Fußball Club Neuenkirchen (JFCN)
- Verband Wohneigentum (ehemals DSB)